# 小行星8499
小行星8499是一颗围绕太阳公转的小行星。1990年9月22日，亨利·德波鸿诺在拉西拉天文台发现了此天体。
这颗小行星的绝对星等为350.585977690169等。